# Färöische Fußballmeisterschaft 1992
Die Färöische Fußballmeisterschaft 1992 wurde in der 1. Deild genannten ersten färöischen Liga ausgetragen und war insgesamt die 50. Saison. Sie startete am 20. April 1992 und endete am 19. September 1992.
Die Aufsteiger B71 Sandur und SÍF Sandavágur kehrten nach jeweils einem Jahr in die höchste Spielklasse zurück. Meister wurde B68 Toftir, die den Titel somit zum dritten Mal erringen konnten. Titelverteidiger KÍ Klaksvík landete auf dem zweiten Platz. Absteigen mussten hingegen SÍF Sandavágur nach einem sowie NSÍ Runavík nach zwei Jahren Erstklassigkeit.
Im Vergleich zur Vorsaison verbesserte sich die Torquote auf 3,09 pro Spiel, was den höchsten Schnitt seit 1987 bedeutete. Den höchsten Sieg erzielte KÍ Klaksvík mit einem 6:0 im Heimspiel gegen GÍ Gøta am elften Spieltag. Das torreichste Spiel absolvierten HB Tórshavn und SÍF Sandavágur mit einem 6:3 am fünften Spieltag.

## Modus
In der 1. Deild spielte jede Mannschaft an 18 Spieltagen jeweils zwei Mal gegen jede andere. Die punktbeste Mannschaft zu Saisonende stand als Meister dieser Liga fest, die letzten beiden Mannschaften stiegen in die 2. Deild ab.

## Saisonverlauf

### Meisterschaftsentscheidung
Durch zwei Siege an den ersten beiden Spieltagen stand B71 Sandur an der Spitze der Tabelle, verspielten diese jedoch durch vier Unentschieden in Folge. HB Tórshavn verlor hingegen das erste Saisonspiel auswärts bei B68 Toftir mit 0:1, konnte jedoch durch drei Siege und einem Unentschieden am fünften Spieltag an B71 vorbeiziehen. Einem weiteren Sieg folgten drei Unentschieden, so dass ab dem achten Spieltag B68 Toftir ganz oben stand. Am zehnten Spieltag trafen beide Mannschaften im direkten Duell aufeinander, welches HB mit 4:2 für sich entschied und aufgrund der besseren Tordifferenz wieder auf Platz eins stand. Am nächsten Spieltag wechselte die Führung erneut, da HB Tórshavn nicht über ein 1:1 im Auswärtsspiel gegen VB Vágur hinauskam, während B68 Toftir sein Heimspiel mit 4:1 gegen SÍF Sandavágur gewann. HB rutschte in den nächsten Spielen auf Platz vier ab. B68 hingegen gab die Tabellenführung bis zum Saisonende nicht mehr ab, von den restlichen Spielen wurde keines verloren. Die Entscheidung um die Meisterschaft fiel schlussendlich am letzten Spieltag. B68 Toftir konnte seinen Vorsprung mit einem 4:2 bei NSÍ Runavík verteidigen, wobei der Zweitplatzierte GÍ Gøta mit einem 3:0 bei TB Tvøroyri erfolgreich war. Die entscheidenden Tore für B68 fielen erst in der 83. und 85. Minute, ein Unentschieden hätte jedoch ebenfalls genügt, selbst bei einer knappen Niederlage wäre die Tordifferenz für B68 ausschlaggebend gewesen.

### Abstiegskampf
NSÍ Runavík verlor die ersten zehn Saisonspiele, der Rückstand auf den Achtplatzierten betrug zu diesem Zeitpunkt neun Punkte. Es folgte zwar ein Unentschieden sowie mit dem 4:3 im Auswärtsspiel gegen HB Tórshavn am zwölften Spieltag der erste Sieg, die letzte Position konnte bis zum Saisonende allerdings nicht mehr verlassen werden. Bereits nach dem 14. Spieltag stand der Abstieg fest. NSÍ Runavík verlor hierbei mit 0:4 bei GÍ Gøta. Gleichzeitig spielten die beiden direkten Konkurrenten B36 Tórshavn sowie VB Vágur jeweils 0:0 im Heimspiel gegen B68 Toftir beziehungsweise auswärts bei TB Tvøroyri, so dass der Abstand für NSÍ nicht mehr aufzuholen war.
SÍF Sandavágur startete mit drei Niederlagen in die Saison, am vierten Spieltag konnte der Abstiegskonkurrent NSÍ Runavík im Heimspiel mit 5:1 geschlagen und kurzfristig der achte Platz belegt werden. Dies blieb bis zum zwölften Spieltag der einzige Sieg für SÍF. Nach dem 17. Spieltag stand auch für sie der Abstieg fest. Die Mannschaft hätte bei einem Abstand von vier Punkten zum Achtplatzierten gewinnen müssen, verlor jedoch das Heimspiel gegen TB Tvøroyri mit 1:4 und lief dem Rückstand bereits nach neun Minuten hinterher.

## Abschlusstabelle
| Pl. | Verein             | Sp. | S  | U | N  | Tore    | Diff. | Punkte |
| --- | ------------------ | --- | -- | - | -- | ------- | ----- | ------ |
| 1.  | B68 Toftir         | 18  | 11 | 5 | 2  | 035:180 | +17   | 27:90  |
| 2.  | GÍ Gøta            | 18  | 11 | 3 | 4  | 033:200 | +13   | 25:11  |
| 3.  | KÍ Klaksvík (M)    | 18  | 7  | 9 | 2  | 032:180 | +14   | 23:13  |
| 4.  | HB Tórshavn        | 18  | 7  | 7 | 4  | 034:240 | +10   | 21:15  |
| 5.  | TB Tvøroyri        | 18  | 7  | 5 | 6  | 029:300 | −1    | 19:17  |
| 6.  | B36 Tórshavn (P)   | 18  | 4  | 8 | 6  | 026:280 | −2    | 16:20  |
| 7.  | VB Vágur           | 18  | 4  | 8 | 6  | 019:260 | −7    | 16:20  |
| 8.  | B71 Sandur (N)     | 18  | 4  | 7 | 7  | 024:250 | −1    | 15:21  |
| 9.  | SÍF Sandavágur (N) | 18  | 4  | 4 | 10 | 029:400 | −11   | 12:24  |
| 10. | NSÍ Runavík        | 18  | 2  | 2 | 14 | 017:490 | −32   | 06:30  |

Platzierungskriterien: 1. Punkte – 2. Tordifferenz – 3. geschossene Tore

| (M) | Meister des Vorjahrs           |
| (P) | Pokalsieger des Vorjahrs       |
| (N) | Neuaufsteiger aus der 2. Deild |

## Spiele und Ergebnisse
|                | B36 | B68 | B71 | GÍ  | HB  | KÍ  | NSÍ | SÍF | TB  | VB  |
| -------------- | --- | --- | --- | --- | --- | --- | --- | --- | --- | --- |
| B36 Tórshavn   |     | 0:0 | 2:2 | 1:1 | 2:2 | 0:3 | 5:1 | 2:4 | 1:2 | 3:0 |
| B68 Toftir     | 0:0 |     | 1:0 | 1:4 | 1:0 | 0:0 | 4:2 | 4:1 | 5:0 | 2:1 |
| B71 Sandur     | 1:0 | 2:4 |     | 1:2 | 0:0 | 1:2 | 3:0 | 1:1 | 1:0 | 2:2 |
| GÍ Gøta        | 0:1 | 1:1 | 1:0 |     | 1:2 | 1:0 | 4:0 | 3:1 | 5:2 | 1:2 |
| HB Tórshavn    | 2:1 | 4:2 | 0:3 | 1:1 |     | 2:2 | 3:4 | 6:3 | 0:0 | 4:0 |
| KÍ Klaksvík    | 2:2 | 1:1 | 1:1 | 6:0 | 1:0 |     | 2:0 | 3:1 | 1:1 | 3:3 |
| NSÍ Runavík    | 1:3 | 2:4 | 2:2 | 0:1 | 0:3 | 1:0 |     | 0:0 | 1:2 | 0:1 |
| SÍF Sandavágur | 2:2 | 0:1 | 2:1 | 0:2 | 2:2 | 1:2 | 5:1 |     | 1:4 | 4:1 |
| TB Tvøroyri    | 5:1 | 0:3 | 4:2 | 0:3 | 0:2 | 2:2 | 5:1 | 2:1 |     | 0:0 |
| VB Vágur       | 0:0 | 0:1 | 1:1 | 1:2 | 1:1 | 1:1 | 2:1 | 3:0 | 0:0 |     |

## Torschützenliste
Bei gleicher Anzahl von Treffern sind die Spieler nach dem Nachnamen alphabetisch geordnet.
| Platz | Spieler                 | Mannschaft     | Tore |
| ----- | ----------------------- | -------------- | ---- |
| 1     | Símun Petur Justinussen | GÍ Gøta        | 14   |
| 2     | Uni Arge                | HB Tórshavn    | 11   |
| 3     | Olgar Danielsen         | KÍ Klaksvík    | 10   |
| 3     | Øssur Hansen            | B68 Toftir     | 10   |
| 5     | Aksel Højgaard          | B68 Toftir     | 08   |
| 5     | Bogi Johannesen         | TB Tvøroyri    | 08   |
| 5     | Jákup Símun Simonsen    | B36 Tórshavn   | 08   |
| 8     | Jens Kristian Hansen    | B36 Tórshavn   | 07   |
| 8     | Gunnar Mohr             | HB Tórshavn    | 07   |
| 10    | Per Dalheim             | GÍ Gøta        | 06   |
| 10    | Bogi Dam                | HB Tórshavn    | 06   |
| 10    | Torbjørn Jensen         | B71 Sandur     | 06   |
| 10    | Vilmund Michelsen       | TB Tvøroyri    | 06   |
| 10    | Jan Allan Müller        | VB Vágur       | 06   |
| 10    | Heri Olsen              | SÍF Sandavágur | 06   |

Dies war nach 1985, 1986, 1987 und 1991 der fünfte Titel für Símun Petur Justinussen.

## Trainer
| Mannschaft     | Trainer            | Spieltage |
| -------------- | ------------------ | --------- |
| B36 Tórshavn   | Petur Simonsen     | 01–18     |
| B68 Toftir     | Jógvan Norðbúð     | 01–18     |
| B71 Sandur     | Piotr Krakowski    | 01–18     |
| GÍ Gøta        | Jóhan Nielsen      | 01–18     |
| HB Tórshavn    | Sverri Jacobsen    | 01–18     |
| KÍ Klaksvík    | Petur Mohr         | 01–18     |
| NSÍ Runavík    | Bobby Bolton       | 01–06     |
| NSÍ Runavík    | Trygvi Mortensen   | 07–18     |
| SÍF Sandavágur | Páll Fróði Joensen | 01–18     |
| TB Tvøroyri    | Finn Røntved       | 01–18     |
| VB Vágur       | Jóannes Jakobsen   | 01–18     |

Lediglich NSÍ Runavík wechselte den Trainer aus, hierbei wurde jedoch keine Positionsveränderung erzielt.

## Spielstätten
In Klammern sind bei mehreren aufgeführten Stadien die Anzahl der dort ausgetragenen Spiele angegeben.
| Mannschaft     | Stadion              | Spielort   |
| -------------- | -------------------- | ---------- |
| B36 Tórshavn   | Gundadalur           | Tórshavn   |
| B68 Toftir     | Svangaskarð (6)      | Toftir     |
| B68 Toftir     | Tofta Leikvøllur (3) | Toftir     |
| B71 Sandur     | Inni í Dal           | Sandur     |
| GÍ Gøta        | Sarpugerði           | Norðragøta |
| HB Tórshavn    | Gundadalur           | Tórshavn   |
| KÍ Klaksvík    | Við Djúpumýrar       | Klaksvík   |
| NSÍ Runavík    | Við Løkin            | Runavík    |
| SÍF Sandavágur | Valloyran            | Sandavágur |
| TB Tvøroyri    | Sevmýri              | Tvøroyri   |
| VB Vágur       | Á Eiðinum            | Vágur      |

## Schiedsrichter
Folgende Schiedsrichter leiteten die 90 Erstligaspiele:
| Name                    | Stammverein     | Spiele |
| ----------------------- | --------------- | ------ |
| Nemus Napoleon Djurhuus | HB Tórshavn     | 10     |
| Lassin Isaksen          | KÍ Klaksvík     | 10     |
| Niklas á Líðarenda      | GÍ Gøta         | 10     |
| Jóhan Carl Dam          | HB Tórshavn     | 08     |
| Herman Midjord          | ÍF Fuglafjørður | 08     |
| Birgir Sondum           | B36 Tórshavn    | 08     |
| Baldvin Baldvinsson     | B36 Tórshavn    | 07     |
| Kim Ejdesgaard          | Fram Tórshavn   | 07     |
| Petur Erhard Kjærbo     | SÍ Sumba        | 07     |
| Jóhan Petur Olgarsson   | Royn Hvalba     | 06     |
| Jónfinn Olsen           | SÍF Sandavágur  | 05     |
| Egga Jensen             | HB Tórshavn     | 02     |
| Halgeir í Dali          | B36 Tórshavn    | 01     |
| Sjúrður Norðbúð         | B36 Tórshavn    | 01     |

## Die Meistermannschaft
In Klammern sind die Anzahl der Einsätze sowie die dabei erzielten Tore genannt.
| 1. | B68 Toftir |
|    | Jóhannus Danielsen (17/0) \| Jákup Djurhuus (1/0) \| Oddmar Færø (7/2) \| Abraham Hansen (18/4) \| Dávur Hansen (1/0) \| Hans Hansen (5/0) \| Jens Christian Hansen (4/0) \| Øssur Hansen (17/10) \| Petur Hans Hansen (7/1) \| Steinar Hansen (1/0) \| Aksel Højgaard (18/8) \| Ingemar Højgaard (9/1) \| Edmund Jacobsen (1/0) \| Oleif Joensen (8/0) \| Súni Fríði Johannesen (16/4) \| Andras Lómstein (1/0) \| Olaf Magnussen (4/0) \| Kjartan Nesá (14/0) \| Eyðfinn Olsen (16/0) \| Jacob Eli Olsen (17/0) \| Jógvan Martin Olsen (16/3) \| Ingolf Petersen (13/2) \| Jan Petersen (13/0) \| Jógvan Sólsker (1/0) - Trainer: Jógvan Norðbúð |

## Nationaler Pokal
Im Landespokal gewann HB Tórshavn mit 1:0 gegen KÍ Klaksvík. Meister B68 Toftir schied im Viertelfinale mit 0:5 gegen KÍ Klaksvík aus.

## Europapokal
1992/93, der ersten Europapokalsaison für färöische Vereine, spielte KÍ Klaksvík als Meister des Vorjahres in der Qualifikation zur Champions League gegen Skonto Riga (Lettland). Das Hinspiel wurde mit 1:3 verloren, das Rückspiel endete 0:3.
B36 Tórshavn spielte als Pokalsieger des Vorjahres in der Qualifikation zum Europapokal der Pokalsieger. Das Hinspiel bei FC Avenir Beggen (Luxemburg) wurde mit 0:1 verloren, im Rückspiel konnte mit dem 1:1 der erste Punktgewinn einer färöischen Mannschaft erreicht werden.